# Percy Ludwick
Percy "Persy" Ludwick (Regne Unit, 1908 - Moscou, 25 de setembre de 2001) fou un enginyer rus-britànic, que desenvolupà la seva activitat a les Brigades Internacionals en defensa de la legalitat republicana en la Guerra Civil Espanyola i en la Segona Guerra Mundial.
Nascut a Anglaterra de jueus russos exiliats al Regne Unit després del fracàs de la revolució de 1905, el seu pare va morir pres en Polònia durant la Primera Guerra Mundial. La família va tornar a Rússia, ja com Unió Soviètica, en 1921 i Percy es va formar com a enginyer. En 1937 es va incorporar a les Brigades Internacionals en Espanya tenint com a primera destinació el batalló Britànic, si bé la seva formació acadèmica va motivar el seu trasllat a la XV Brigada com a cap d'enginyers. Va participar durant tota la guerra fins a la sortida de les Brigades el 1938. Va ser el dissenyador i supervisor del monòlit en honor dels trenta-set brigadistes morts en combat en la serra de Pàndols durant la batalla de l'Ebre. En la Segona Guerra Mundial, al costat de la seva esposa, va servir en l'Exèrcit Roig en la rereguarda a Moscou.